# Historias lamentables
Pour plus de détails, voir Fiche technique et Distribution.
Historias lamentables est un film espagnol réalisé par Javier Fesser, sorti en 2020.

## Synopsis
Quatre personnages se retrouvent dans des situations lamentables.

## Fiche technique
- Titre : Historias lamentables
- Réalisation : Javier Fesser
- Scénario : Javier Fesser et Claro García
- Musique : Rafael Arnau
- Photographie : Alex Catalán
- Montage : Mapa Pastor
- Production : Javier Fesser, Álvaro Longoria et Luis Manso
- Société de production : Morena Films, Películas Pendelton, Radiotelevisión Española et Unfortunate Stories
- Pays :  Espagne
- Genre : Comédie
- Durée : 126 minutes
- Dates de sortie : 
  -  Espagne : 19 novembre 2020 (Internet)
  -  France : 1er août 2021 (Prime Video)

## Distribution
- Pol López : Ramón
- Chani Martín : Bermejo
- Laura Gómez-Lacueva : Tina
- Janick : Ayoub
- Alberto Castrillo-Ferrer : Alipio
- Miguel Lago Casal : José Angel
- Chema Trujillo : Enciso
- Rosario Pardo : Rosario
- Gerald B. Fillmore : Ryan
- Bárbara Grandío : Alina
- César Maroto : Benito
- Cristina Acosta : Laura
- Silvia de Pé : Clara

## Distinctions
Le film a été nommé pour trois prix Goya.